# Борјана (Кобарид)
Борјана (словен. Borjana, итал. Boreana) је насељено место у општини Кобарид, Горишка регија, Словенија.

## Историја
До територијалне реорганизације у Словенији била је у саставу старе општине Толмин.

## Становништво
У попису становништва из 2011. године, Борјана је имала 142 становника.
| Број становника према пописима | Број становника према пописима | Број становника према пописима |
| ------------------------------ | ------------------------------ | ------------------------------ |
| 1991                           | 2002                           | 2011                           |
| 199                            | 148                            | 142                            |

## Галерија
- сеоске куће
- поглед на граничну планину Матајур између Словеније и Италије